# Pterula
Pterula Fr. (piórniczka) – rodzaj grzybów z rodziny piórniczkowatych (Pterulaceae). Należy do niego około 100 gatunków, w Polsce występuje jeden gatunek.

## Systematyka i nazewnictwo
Pozycja w klasyfikacji według Index Fungorum: Pterulaceae, Agaricales, Agaricomycetidae, Agaricomycetes, Agaricomycotina, Basidiomycota, Fungi.
Synonimy nazwy naukowej: Penicillaria Chevall., Phaeopterula (Henn.) Sacc. & D. Sacc., Pterula subgen. Phaeopterula Henn.
Polską nazwę nadali Barbara Gumińska i Władysław Wojewoda w 1968 r.
Niektóre gatunki:
- Pterula abietis Lloyd 1925
- Pterula aciculiformis Lloyd 1919
- Pterula actinaeformis (Berk.) Lloyd 1919
- Pterula adustipes (Speg.) Corner 1950
- Pterula arborea Rick 1931
- Pterula bambusae Corner 1970
- Pterula bresadolana Henn. 1893
- Pterula multifida (Chevall.) Fr. 1830 – piórniczka rozgałęziona

Nazwy naukowe na podstawie Index Fungorum. Nazwa polska według Władysława Wojewody.